# 美臣威老廣場
美臣威老廣場（英語：Masonville Place）是一家位於加拿大安大略省倫敦的雙層購物中心，處於范莎公園道（Fanshawe Park Road）夾列治文街（Richmond Street）路口的東南角。該購物中心擁有130多家商店、數家食肆及一個美食廣場。 美臣威老廣場擁有多家大型零售商，包括Hudson's Bay、Zara、H&M、Sport Chek/Atmosphere及啟康藥房（Shoppers Drug Mart）。Cineplex Cinemas在購物中心有兩個影院——SilverCity影院與IMAX影院。The Rec Room是一個面向成人的娛樂設施場所，提供食物、飲品、街機遊戲及投擲斧頭遊戲。
美臣威老廣場於1985年1月2日開業。其為倫敦的第三個多層購物中心，繼西山商場（Westmount Mall）與白橡樹商場（White Oaks Mall）之後開設。它由Sears、伊頓百貨及Loblaws錨定，儘管Loblaws於1984年底在商場其餘部分建成之前自行開業。

## 地點
美臣威老廣場位於倫敦北部，毗鄰范莎公園道（Fanshawe Park Road）夾列治文街（Richmond Street）的中轉走廊。它有一個倫敦公車局（London Transit Commission）的巴士總站，提供以下巴士路線服務：10、13、13A、16、25、34、90、92及93。該購物中心預計將成為計劃中的倫敦巴士快速交通系統中一條路線的終點站。

## 歷史

### 建立
美臣威老廣場由地產發展商及購物中心管理公司Cadillac Fairview建造，於1985年開業。

### 擴張
1991年，美臣威老廣場增加了75家新商店和服務，其中包括一個室內迷你高爾夫球場，該球場後來被拆除，取而代之的是更多商店。一家Zellers店舖於1994年建立，2013年被Target取代。Target後來關閉了其在加拿大的所有商店，在美臣威老廣場留下了一個空位，此後在2017年由Marshalls與HomeSense填補。2018年4月，因Target撤離空置的上層由The Rec Room填補。
1998年10月，Loblaws商店關閉，並在范莎公園道（Fanshawe Park Road）夾列治文街（Richmond Street）路口的東北角開設了一家新的獨立於美臣威老廣場的Loblaws。大約在同一時間，伊頓百貨因破產而關閉，並被Hudson's Bay取代。

### 整修
2013年10月29日，Sears Canada宣布將關閉其在美臣威老廣場及加拿大其他幾個地點的商店，以降低成本。有傳言稱，美國零售商Nordstrom正在尋求填補Sears留下的空間，但在2013年Cadillac Fairview宣布其計劃時，這些傳聞不攻自破。
2016年3月29日，Cadillac Fairview宣布美臣威老廣場將在2016年進行重大翻修。耗資7700萬加元的翻修工程包括將Sears商店曾佔用的約127,000平方英尺的空間擴建為兩層商場。翻新和商場擴建於2016年11月完成，包括倫敦第一家迪士尼商店、Zara、Hot Topic及Aroma Espresso Bar，以及H&M和Atmosphere/Sport Chek。The Keg由倫敦市中心的Richmond Row搬到了新裝修空間的一部分。其他商店也搬進了以前空置的空間，例如美國時裝公司Michael Kors及總部位於紐約的化妝品公司NYX Cosmetics。2020年，宣布Urban Planet將取代以前的Forever 21商店。

## 外部連結
- 美臣威老廣場官方网站